# Szeminol háborúk
A szeminol indiánok és az amerikai katonaság között 1814 és 1858 között három alkalommal alakult ki háború, mivel az indiánok területei csökkentek a fehér gyarmatosítók területszerzési törekvései miatt.

## Konfliktusok a háborúk előtt
Az amerikai függetlenségi háború idején az angolok Floridában szeminol harcosokat toboroztak Georgia megtámadásához. A zűrzavaros, bizonytalan időszakban egyre több és több rabszolga szökött meg, s keresett menedéket Floridában. Ezek az események ellenséges indulatot váltottak ki mind az amerikaiakban, mind a szeminolokban egymás iránt.
A függetlenségi háború után Florida az angol fennhatóság alól ismét spanyol kézbe került. A spanyol kontroll nem volt túl határozott, – kivéve egy-két erődnél, mint St. Augustine, St. Marks, Pensacola – és az Egyesült Államok és Florida közötti határterületek kicsúsztak az ellenőrzés alól. Míg a Mikaszuki vagy más szeminol csoportok az Államokhoz tartozó falvakban laktak, addig a floridai területeken amerikai telepesek is éltek.
Floridát 1763-ban az angolok kettéválasztották keleti és nyugati részre. Nyugat-Florida kiterjedt az Apalachicola folyótól a Mississippi folyóig, így az Appalache-hegység folyói mind spanyol területen ömlöttek a tengerbe.
Az Egyesült Államok szabad kereskedelmet akart a folyókon, és elkerülni, hogy a spanyol területeken európai támaszpontokat létesítsenek, s felhasználják azt az amerikaiak ellen.
Louisiana 1803-as megvásárlásával a Mississippi folyó deltája az Egyesült Államok tulajdona lett, de Georgia, Alabama, Mississippi és Tennessee legtöbb folyója keresztülfolyt Kelet- vagy Nyugat-Floridán mielőtt elérte a Mexikói-öblöt.
Louisiana megvásárlása után az Egyesült Államok jogot formált Nyugat-Florida egy részére a Perdido folyótól nyugatra egészen a Mississippi folyóig.
1810-ben Baton Rouge lakossága egy új kormányt alakított, elfoglalták a helyi spanyol erődöt és az Egyesült Államok védelmét kérték.
James Madison elnök engedélyt adott William C. C. Claibornenak, Orleans terület kormányzójának, hogy vegye birtokba Nyugat-Floridát a Mississippi folyótól keletre a Perdido folyóig, de Claiborne csak a Pearl folyóig jutott. Ezután Madison Geroge Mathews generálist küldte a floridai ügyek rendezésére. Amikor ajánlatát, miszerint adja át Nyugat-Floridát az Egyesült Államoknak, Nyugat-Florida kormányzója határozottan visszautasította, Mathews Kelet-Floridába utazott, hogy a Baton Rouge-i lázadáshoz hasonló felkelést szítson. A lakosság, ingyenföldek ígéretében, boldogan önkéntes csapatot toborzott. 1812 márciusában a "Patrióta" csapat az Egyesült Államok segítségével szerzett fegyveres csónakokkal elfoglalta Fernandinát, melynek megszállását James Madison elnök már korábban engedélyezte. Az amerikai hadsereg elfoglalta Mobilét a spanyoloktól, de a Patrióta csapat nem volt képes bevenni a St. Augustine-i Castillo de San Marcost. Az angol háború közeledése vetett csak véget a kelet-floridai területrablásnak.
Mielőtt a Patrióta sereget kivonták volna Floridából, a spanyolokkal szövetséges szeminolok megtámadták őket. Ez újra megerősítette az a felfogást, hogy a szeminolok az amerikaiak ellenségei, nem beszélve arról, hogy a harcoló fekete szeminolokban a fehér telepesek komoly fenyegetést láttak. Rabszolgalázadástól tartottak még a georgiai Patrióta seregen belül is.
1812-ben georgiai önkéntes fehér telepesek megtámadták a szeminol falvakat az Alachua prérin, de nem okoztak komoly károkat. 1813-ban azonban egy újabb támadás során több ezer szarvasmarhát öltek le, és a szeminolokat távozásra kényszerítették.

## Első szeminol háború
Az első szeminol háború kezdete és befejezése nem pontosan meghatározott. A U.S. Army Infantry dokumentumok szerint 1814-től 1819-ig míg a U.S. Navy Historical Center adatai szerint 1816-tól 1818-ig tartott. A hadsereg más feljegyzései pedig 1817-1818 közötti időszakra teszik.

### Krík háború és a Fekete Erőd
Az első nagy esemény amely befolyást gyakorolt a floridai szeminolokra, az a krík háború volt 1813 és 1814 között. Andrew Jackson a Horseshoe Bend-i csatában a Vörös Husángok nevű krík törzs felett aratott győzelme után nemzeti hőssé vált. A Fort Jackson Egyezmény kényszerítette a krík indiánokat Dél-Georgia és Dél-közép-Alabama átadására. Ennek eredményeként az indián lakosságnak el kellett hagynia ezeket a területeket és Floridába találtak menedéket.
Az angol-amerikai háború idején, 1814-ben az angolok katonai tábort létesítettek Pensacolában és szeminol indián szövetségeseket toboroztak Nyugat-Florida más területein is. 1814 májusában az angol erők kikötöttek az Apalachicola folyó torkolatánál és a szeminolokat, krík indiánokat és a szökött rabszolgákat fegyverekkel látták el. Ezután felhajóztak a folyón, s erőd építésébe kezdtek Prospect Bluff-nál. Jackson generális visszaverte az angolok és szövetségeseik támadását Mobile-nál, s kifüstölte az angolokat Pensacolából. A munkálatok az erődön folytatódtak, azonban a háború befejeztével az angolok elhagyták Nyugat-Floridát az Edward Nicholls őrnagy által vezetett Királyi Tengerészgyalogosok (Royal Marines) kivételével. Ő látta el az erődöt ágyúval, puskákkal és lőszerrel. Biztosította az indiánokat arról, hogy a Genti Egyezmény értelmében visszatérhetnek földjeikre, beleértve Georgiát és Alabamát is. A szeminolokat azonban nem érdekelte az erőd megtartása és visszatértek falvaikba. Mielőtt 1815-ben Nicholls őrnagy távozott volna, felkeltette a szökött rabszolgák érdeklődését az erődre. A Fekete Erőd (Negro Fort) híre futótűzként terjedt, s déli fehér telepesek a rabszolga lázadástól tartottak. Kezdetben az erődöt 330 fekete és 30 szeminol tartotta, de számuk gyorsan növekedett.
Andrew Jackson szerette volna megsemmisíteni a Fekete Erődöt, de az spanyol területen volt. 1816 áprilisában üzenetet küldött Nyugat-Florida kormányzójának, hogy ha nem számolja fel az erődöt, akkor ő megteszi. Mivel a kormányzó nem mutatott semmi szándékot az erőd felszámolására, Jackson kijelölte Edmund Pendleton Gaines tábornokot a feladat végrehajtására. Gaines utasította Duncan Lamont Clinch ezredest egy erőd (Fort Scott) építésére a Flint folyón, Florida északi határán. Gaines tudatta, hogy a Scott erőd ellátása New Orleansból az Apalachicola folyón fog lezajlani, amely annyit jelentett, hogy elhaladva a Fekete Erőd mellett spanyol területen is át kellett haladni. Gaines remélte, hogy Fekete Erőd katonasága és a szeminolok megtámadják az ellátmányt, és ezzel okot adnak a beavatkozásra.
1816 júliusában a flotta, amely a Fort Scott erőd ellátmányáról gondoskodott, elért Apalachicolába. Clinch 100 amerikai és 150 szeminol katonával a Fekete Erődhöz masírozott, ahol a flotta el fog haladni. Először az erődből nyitottak ágyútüzet, de gyakorlat hiányában nem találtak célt. A tüzet viszonzó amerikai 154-es számú ágyúnaszád egyik lövedéke a lőszerraktárba csapódott, és az erőd felrobbant. Az erődben 250 ember azonnal meghalt, és később még többen haltak bele a sérülésekbe. A robbanást a 160 km-re fekvő Pensacolában is hallani lehetett.
Az erőd felrobbantása után az Egyesült Államok katonasága visszavonult Floridából, de hátramaradt bűnözők lázongásokat szítottak a fehérek között, megöltek sok indiánt, s elrabolták állataikat, rabszolgáikat. A harag egyre gyűlt az indián lakosságban a gyilkosságok miatt, amelyet a fehérek elkövettek, s bosszút akartak állni, valamint visszaszerezni jogos tulajdonukat. 1817. február 24-én az indiánok megöltek egy asszony hároméves és két hónapos gyermekeivel együtt.

### Fowltown-i és a Fort Scott-i mészárlások
Fowltown egy Mikaszuki falu volt délnyugat-Gerogiában, a Fort Scott erődtől 24 km-re. Fowltown vezetője Neamathla tárgyalásokat kezdeményezett az erőd vezetőivel a Flint folyó keleti partján levő földek használatáról, illetve annak tulajdonjogáról. A földet a krík indiánok adták át a fehéreknek a Fort Jackson egyezmény után. A mikaszuki indiánok nem tekintették magukat krík indiánoknak, így nem tartották jogosnak, hogy mikaszuki területeket adnak át az ő nevükben.
1817 novemberében Gaines generális 250 ember küldött, hogy fogják el Neamathlát. Az első támadást a mikaszukik visszaverték, de a következő nap november 22-én kiűzték őket a falujukból. David Brydie Mitcher, korábbi kormányzó kongresszusi jelentésében az állította, hogy a szeminolok kezdték a háborút. Egy héttel később egy csónak ellátmányt szállított a Scott erődbe E.W. Scott hadnagy irányítása alatt, melyet az Apalachicola folyón az indiánok megtámadtak. A csónakban 40-50 ember volt, 20 beteg katona, és 7 katonafeleség, s valószínűleg néhány gyermek is. Az utasokat az indiánok megölték, egy asszonyt foglyul ejtettek és csak hatan érték el az erődöt.
Amikor a Scott-erődi gyilkosságoknak híre ment, Gaines parancsot kapott Florida megszállására, az indiánok üldözésére, de a spanyol telepeket kímélni kellett. Azonban Kelet-Floridát elözönlötték a kalózok, s elfoglalták Fernandiát. Ekkor John C. Calhoun hadügyminiszter Andrew Jacksont küldte Florida megszállására.

### Andrew Jackson megszállja Floridát
Jackson a St. Marks erődöt elhagyva a Suwannee folyó mentén haladva megtámadta a falvakat, amelyekben többnyire menekült rabszolgák éltek. Április 12-én a hadsereg a Econfina folyó partján a Vörös Husángok egy falujára bukkant. Közel 40 Vörös Husáng indiánt megöltek és körülbelül 100 asszonyt és gyermeket foglyul ejtettek. A Suwannne folyó mentén haladva a katonaság üres falvakat talált, a lakosok már korábban elmenekültek a fekete szeminolok bántalmazásai elől. Ugyanebben az időben elfogták az angol Robert Ambrister korábbi királyi tengerészgyalogost.
A fő szeminol és fekete falvak lerombolása után Jackson bejelentette győzelmét, hazaküldte a georgiai katonaságot és az alsó krík indiánokat.
A St. Mark erődnél Ambristert és Arbuthnot katonai bíróság elé állították azzal a váddal, hogy a szeminolokat segítették és háborúra izgatták őket az Egyesült Államok ellen. Mindkettőt halálra ítélték, de később Ambrister kegyelemért való könyörgése után, 50 botütésre és egy évi nehéz munkára ítélték, viszont Arbuthnot halálbüntetését Jackson megerősítette.
Jackson egy helyőrséget hagyott hátra a St. Marks erődnél, ő maga pedig visszatért Ft. Gadsden-i erődbe. Jackson első jelentése szerint Florida megszállása békésen zajlott le, később hozzátette, hogy az indiánok gyülekeztek és a spanyolok segítették őket ellátmánnyal. Gadsden-i erődben 1000 katonát hagyott, s május 7-én elindult Pensacola felé. Nyugat-Florida kormányzója tiltakozott, hogy a legtöbb indián lakos asszony és gyermek, s a férfiak fegyvertelenek, de ez Jacksont nem állította meg.
Amikor május 23-án Jackson Pensacolaba ért a kormányzó 175 főnyi spanyol helyőrségével visszavonult a Barrancas erődbe hátrahagyva Pensacola városát. Pár napig ágyúval lőtték egymást, azután Jackson a körülvett spanyol Barrancas erődöt William King ezredesre, mint katonai kormányzóra bízta.

### Következmények
Jackson hadjárata nemzetközi felháborodást váltott ki. John Quincy Adams államtitkár éppen próbált egyezkedni a Spanyolországgal Florida megvásárlását illetően. A spanyolok tiltakoztak Nyugat-Florida megtámadása és megszállása ellen. Mivel a spanyolok nem akartak bosszút állni az Egyesült Államokon, s nem szándékoztak fegyveresen visszaszerezni azt, Adams hagyta őket tiltakozni, s kibocsátott egy levelet – 72 alátámasztó dokumentummal – melyben az angolokat és az indiánokat vádolta a háborúval. A levélben bocsánatot kért Nyugat-Florida megszállásáért, mondván, hogy a spanyol területek erőszakos elragadása nem tartozik az Egyesült Államok politikai eszközei közé. A St. Marks erődöt felajánlotta, valamint Pensacolát visszaszolgáltatja a spanyoloknak. Spanyolország elfogadta a felajánlást, s újra tárgyalásokba kezdtek Florida megvásárlásáért.
Adams diplomáciai okokból megvédte Jackson hadműveleteit és követelte a spanyoloktól, hogy tartsák Kelet-Floridát jobban ellenőrzés alatt, vagy adják át az Egyesült Államoknak. Spanyolország egyezményben átadta Kelet-Floridát, s lemondott minden igényéről Nyugat-Floridával kapcsolatban.
A britek tiltakoztak a két angol állampolgár elítélése és kivégzése ellen, akik soha nem léptek az Egyesült Államok területére. A britek jóvátételt és megtorlást követeltek. Az amerikaiak tartottak egy újabb amerikai-angol háború kitörésétől, de az angolok ráébredtek, hogy az amerikaiaknak milyen fontos a jó kapcsolatok fenntartása a gazdaságuk fejlődése szempontjából.
Az amerikai jóvátétel ügye Ambrister és Arbuthnot törvénytelen elítélése miatt kongresszusi kihallgatásokkal kezdődött.
Míg az amerikaiak többsége támogatta Jacksont, addig sokan aggódtak, hogy Jackson egy második Napóleonná válik. 1818. decemberben a kongresszus újból összegyűlt, hogy helytelenítse Jackson cselekedetét, de mivel túl népszerű volt végül nem tettek semmit.

## Két háború közti időszak
Spanyolország 1821-ben átadta Floridát az Egyesült Államoknak. Először Andrew Jackson tábornokot nevezték ki Florida katonai kormányzójává 1821. márciusban, de nem érkezett meg Pensacolába 1821. júliusig, szeptemberben pedig már le is mondott. Utódját William P. DuVal-t csak 1822 áprilisában jelölték ki, aki az év hátralevő részét Kentuckyban lévő otthonában töltötte. Más hivatalos pozíciók is hasonlóan váltakoztak.
Az új kormánynak a szeminolokkal továbbra is problémája volt. 1822 elején John R. Bell kapitány Florida ideiglenes titkára és a szeminol indiánok ideiglenes képviselője felmérést készített az indián lakosságról. Jelentésében 5000 indiánról és 300, az indiánok által tartott rabszolgáról számolt be. Becslése szerint kétharmaduk a krík háborúból menekült. Indián települések voltak a Apalachicola folyó környékén és a Suwannee folyó mentén délkelet irányban az Alachua prérin és egy kicsit északra a Tampa-öböltől.
A floridai tisztviselők kezdettől fogva aggódtak a szeminolok jelenléte miatt, amíg egyezmény nem született, melynek alapján megállapították a rezervátumok helyét. Az indiánok nem voltak biztosak abban, hogy ültethetnek-e kukoricát, és ha igen, azt le is tudják majd szedni. A fehér telepesek erőszakos földfoglalásai miatt is nőtt a feszültség. A kereskedelem nem volt szabályozva, illegális kereskedők alkohollal látták el az indiánokat. Mivel a hivatalok többnyire átmenetiek voltak, a találkozókat az indiánokkal vagy elnapolták, vagy törölték, vagy csak azért találkoztak, hogy egy újabb időpontban és helyben állapodjanak meg.

### Moultrie Creek Egyezmény

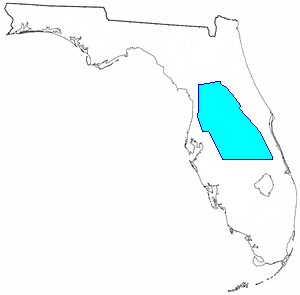
Moultrie Creek rezervátum

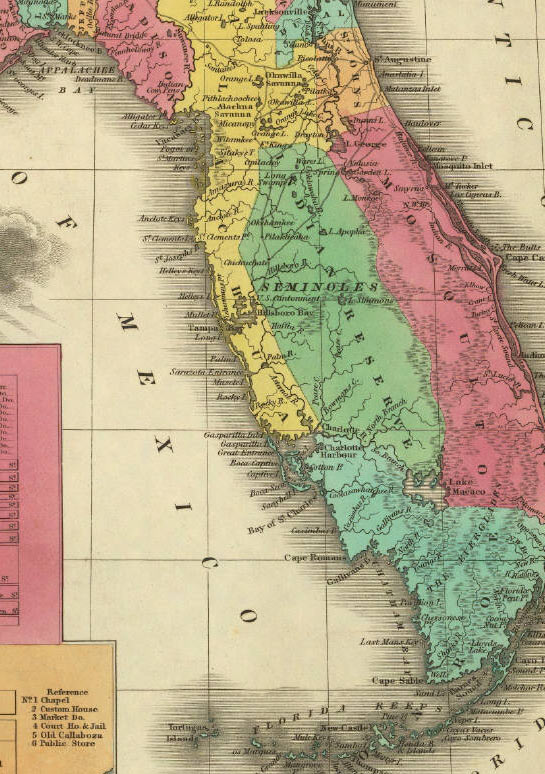
Rezervátum 1820-as és 1830-as években

A Moultrie Creek Egyezmény a szeminolok számára rezervátumokat biztosított Közép-Floridában. 1823-ban végül a kormány elhatározta, hogy az indiánokat rezervátumokba letelepíti Florida középső részén. Az indiánokkal a tanácskozásra kijelölt időpont 1823. szeptemberben volt Moultre Creek-nél St. Augustine-tól délre. A találkozón kb. 425 szeminol jelent meg, s Neamathlát választották a fő képviselőjüknek. Az egyezmény gyakorlatilag az jelentette, hogy a szeminolokat rezervátumokba kényszerítik az Egyesült Államok védelme alatt, és ezért cserében feladnak minden jogot, követelést a félsziget többi részére. A rezervátum kb. 16000 km²-es terület volt a jelenlegi állapot szerint Ocalától egy kicsit északra a Tampa-öböl végéig. A határokat mindkét oldalon távol a parttól húzták meg, hogy az indiánok ne tudjanak kapcsolatot teremteni Kubával vagy a Bahama-szigetekkel. Neamathla és másik öt főnök engedélyt kapott falvaik megtartására az Apalachicola folyó mentén.
A Moultrie Creek Egyezmény értelmében az Egyesült Államok köteles volt védelmezni az indiánokat mindaddig, amíg azok békésen a törvények szerint élnek. A kormány még köteles lett volna biztosítani földművelő eszközöket, szarvasmarhákat, disznókat az áttelepítés során elszenvedett veszteségekért, és ellátni őket élelmiszeradaggal, amíg újra beérnek a termények. A kormány köteles lett volna fizetni évente 5000 dollárt 20 évig, gondoskodni tolmácsról, iskolákról, kovácsról szintén 20 évig. Cserébe az indiánoknak utat kellett volna építeni a rezervátumon keresztül, és megtagadni pártfogásukat a szökött rabszolgáktól, vagy más menekültektől, akik az Egyesült Államok törvényei alá tartoztak.
Az egyezmény gyakorlati kivitelezése azonban megrekedt. 1824-ben a Brooke erődnél négy gyalogos brigád sorakozott fel, mely tisztán jelezte, hogy a kormány szándékai komolyak a rezervátumba való kitelepítést illetően. Júniusban James Gadsden, aki az egyezmény fő alkotója volt, s az áttelepítések kivitelezéssel volt megbízva, jelentette, hogy a szeminolok nem örülnek a szerződésnek, s remélik az egyezmény változtatását. A félelem egy újabb háborútól borzongással töltötte el az embereket.
Júniusban DuVal kormányzó mozgósította a katonaságot s parancsot adott ki a Tallahassee és Mikaszuki főnököknek egy találkozóra a St. Marks erődnél. A találkozón 1824. október 1-jén utasította az indiánokat a rezervátumokba költözésre. Októberben a szeminolok még mindig nem mozdultak. DuVal kormányzó jóvátételt kezdett fizetni az indiánoknak az új területek feljavítására. Élelmiszer adagokat is küldött a Brook erődhöz szétosztásra. A szeminolok végül elindultak a rezervátumokba, de egy éven belül sokuk visszatért korábbi otthonukba a Suwannee és Apalachicola folyók közé.
1826-ban a legtöbb indián már a rezervátumban volt, de meglehetősen rossz körülmények között. A földeket ki kellett tisztítani, hogy termőfölddé tehessék, és a már elültetett terményeket a szárazság elpusztította. Sokan közülük éhen haltak. George M. Brooke ezredes, a Brooke erőd parancsnoka irt DuVal kormányzónak, hogy kérjen segítséget az éhező szeminoloknak, de a segítségkérést feltartotta a vita, hogy a szeminolokat kitelepítsék-e a Mississippitől nyugatra, így semmi sem tettek öt hónapig értük.
A szeminolok nehezen kezdtek beleszokni a rezervátumi életbe. A King erőd közel volt a rezervátumhoz, és a katonaság jelentette, hogy a szeminolok békésen élnek. A béke öt évig tartott, ami alatt többször felszólították őket, hogy települjenek át a Mississippitől nyugatra lévő területekre. A szeminolok ellenálltak, s kialakult közöttük egy szövetséges kapcsolat. A legtöbb fehér telepes a szeminolokra úgy tekintett, mint újonnan érkezett krík indiánokra, azonban a szeminolok Floridát tartották otthonuknak, s megtagadtak minden kapcsolatot a krík indiánokkal.
A szökött rabszolga-kérdés továbbra is komoly ellentétet szított a fehérek és az indiánok között. Szeminolok és rabszolgavadászok vitatkoztak a rabszolgák feletti tulajdonjogokon. Az új ültetvényeknél több rabszolgára volt szükség, s a szökött rabszolgák száma erősen megnövekedett.
DuVal kormányzó afölötti aggodalmában, hogy egy szeminol felkelésre vagy esetleg rabszolga lázadásra számíthat, katonai megerősítést kért. 1828-ban a King erődöt bezárták, a szeminoloknak nem volt élelmük, ezért mind gyakrabban mentek vadászni gazdagabb területekre. 1828-ban Andrew Jacksont, a szeminolok régi ellenségét választották meg az Egyesült Államok elnökévé. 1830-ban a kongresszus jóváhagyta az indiánkitelepítési határozatot, hogy a Mississippitől nyugatra való kitelepítéssel mindennemű szeminol problémát megoldjanak.

### Payne's Landing Egyezmény
1832 tavaszán a szeminol rezervátum vezetőit találkozóra hívták Payne's Landinghez az Oklawaha folyónál. A béketárgyaláson felszólították a szeminolokat, hogy távozzanak nyugatra, ha a föld megfelelő. A héttagú indián főnökből álló delegáció szemrevételezte a földet az új rezervátumban. A földek megtekintése után, és a már ott letelepedett krík indiánokkal való tárgyalás után a hét főnök 1833. március 28-án aláírta az egyezményt, hogy a föld elfogadható. Azonban Floridába való visszatérésük után tagadták, hogy aláírták a szerződést, illetve azt mondták, hogy kényszerítették őket. Azt is kifejtették, hogy nekik nincs joguk az egész törzs nevében döntéseket hozni. Az Apalachicola folyó menti falvak könnyebben meggyőzhetőek voltak, s elmentek nyugatra 1834-ben.
Az Egyesült Államok végül ratifikálta a Payne's Landing Egyezményt 1834 áprilisában. A szerződés három évet adott a szeminoloknak, hogy a Mississippi folyótól nyugatra letelepedjenek. A kormány értelmezése szerint ez a három év már 1832-ben megkezdődött, s várhatólag 1835-re minden indián elhagyja Floridát. A King erőd újra megnyílt, és a szeminolok új ügyvivője Wiley Thompson lett 1834-ben, aki feladatul kapta az indiánok meggyőzését az áttelepedésre.
1834. októberben a King erődnél összehívta az indián főnököket, hogy rábeszélje őket a távozásra. A szeminolok Thompson tudtára adták, hogy nincs szándékukban nyugatra vándorolni, s nem éreznek kötelezettséget a Payne's Landing Egyezmény betartására. Thompson ekkor erősítést kért a King és a Brook erődökhöz, s jelentette, hogy az indiánok az évi járulék megkapása után szokatlan mennyiségű puskaport és ólmot vásároltak. Clinch generális figyelmeztette Washingtont, hogy a szeminoloknak nincs szándékukban mozdulni, s szüksége van több csapatra, hogy rábírhassa őket. 1835 márciusában Thompson összehívatta a vezetőket, hogy felolvassa nekik Andrew Jackson levelét, melyben felszólítja az indiánokat a 30 napon belüli távozásra. Egy hónappal később a szeminol vezetők mondták Thompsonnak, hogy hajlandók nyugatra menni. Thompson és a főnökök között heves vita kerekedett, s Clinch generálisnak kellett beavatkoznia, hogy elkerülje a vérontást. Nyolc főnök beleegyezett a távozásba, de időt kértek az év végéig, mellyel Thompson és Clinch egyetértett.
Azonban az öt legfontosabb szeminol főnök, beleértve Mikanopit az Alachua szeminolok vezetőjét, megtagadták a kitelepítést. Thompson kijelentette, hogy azokat a főnököket leváltják, akik megtagadták a távozást. A kapcsolat ettől kezdve csak romlani kezdett. Thompson megtiltotta, hogy a szeminoloknak puskát vagy muníciót adjanak el. Osceola, egy fiatal harcos, akire a fehérek is felfigyeltek, különösen feldúlt volt a tilalom miatt, s kimondta, hogy a fehérek úgy kezelik őket, mint a rabszolgákat.
Thompson úgy hitte, hogy Osceola-t a maga szolgálataiba tudja állítani, s fegyvert adott neki. Később a King erődbe zárta egy éjszakára. A következő nap, miután Osceola elfogadta a Payne's Landing Egyezményt, elengedték remélve, hogy követőit magával hozza.
A helyzet fokozatosan romlott. 1835. június 19-én egy csoport fehér marhákat keresve egy csoport indiánra bukkant, akik tábortűz körül fogyasztották a marha maradványait. A fehérek lefegyverezték őket, s ostorozták, mire két másik szeminol érkezett s tüzet nyitottak a fehérekre. Három fehér megsebesült, egy indián meghalt és egy másik megsebesült. Miután Thompson ügyvivőnél panaszt emeltek, s nem kaptak kielégítő választ, a szeminolok mind jobban meggyőződtek arról, hogy nem kapnak igazságos eljárást, kártalanítást az ellenségesen viselkedő fehérekkel szemben. Kinsley Dalton katonát, akit felelősnek hittek a Hickory Sink-i eseményekért a szeminolok megölték. 1835. novemberben Charley Emathla főnök nem akart része lenni a háborúnak és egyetértett abban, hogy embereivel nyugatra emigrál. Ez más főnökök szemében az árulással volt azonos, s mikor eladta marháit, halálra ítélték. Visszatérőben falujához Charley Emathla-t Osceola megölte, s rászórta a marhákért kapott pénzt a holttestre.

## Második szeminol háború

### Összetűzések
Florida kezdett felkészülni a háborúra, miután felismerték, hogy az indiánok ellenállnak az áttelepítésnek. A szeminolok megtámadták az ültetvényeket, a katonai vonatot, és a telepesek elmenekültek biztonságos helyekre. Két egységet, 108 embert, Francis L. Dade őrnagy vezetése alatt a Brooke erődből a King erődbe küldtek erősítésként. 1835. december 28-án a szeminolok lesben álltak és megtámadták őket. Csak két katona tudott a Brooke erődbe visszamenekülni, de az egyik később belehalt sérüléseibe.
Duncan L. Clinch tábornok kérésére George K. Walker kormányzó utasította Richard Keith Call területi kormányzót, hogy toborozzon önkénteseket. Úgy gondolták, hogy ez a kampány elveszi az indiánok kedvét a harctól. 500 felfegyverzett önkéntes, és 250 hivatásos katona várt parancsra.
A szeminolok ekkor már az egész államban garázdálkodtak, megtámadtak elszigetelt farmokat, telepeseket, ültetvényeket és katonai erődöket, és leégették a Cape Florida-i világítótornyot is.
Ethan Allen Hitchcock egyike volt azoknak, akik megtalálták Dade egységeinek maradványát. Írásában kifejtette, hogy "A kormány téved, amikor kitartóan szembeáll az indiánokkal, akik nemesen védik országukat egy hamis szerződés erőszakos betartatásával szemben. Az őslakosok megpróbáltak mindent, hogy elkerüljék a háborút, de kormányuk zsarnoksága belekényszeríti őket".

### Jesup taktikája
Az indiánok képesek voltak tartani magukat Florida vadonjában, és harcolni a régi ellenség, a krík indiánok és a fehér telepesek ellen. 1836-ban Thomas Jesup tábornokot bízták meg a floridai hadseregek irányításával. Ő másképp közelítette meg az indián háborút. Arra koncentrált, hogy a szeminolokat kimerítse.
Jesup 9 ezer fős hadseregének fele önkéntes volt.
1837 januárjában a háború változott és különböző összetűzéseknél sok szeminol és fekete szeminol vesztette életét. Sok törzsfőnök üzenetet küldött Jesupnak, hogy hajlandók nyugatra távozni fekete rabszolgáikkal. Sok vezetőt megvesztegettek, köztük Mikanopit is, de két fontos főnököt: Osceolát és Sam Jonest, akik hevesen tiltakoztak az áttelepítések ellen, nem lehetett lefizetni.
Június 2-án két vezető kb. 200 emberrel behatolt az alig védett erődbe, a 700 szeminolt, akiket lefizettek, elengedték. Jesup parancsára Joseph Marion Hernández egy expedíciót indított az indián vezetők elfogására. Foglyul ejtették Coacoshe-t (Vadmacska), Osceolát és Mikanopit, akik a fehér zászló alatt közeledtek a megbeszélésre. November 19-én számos vezető, mint pl. Coacoshe megszökött a Marion erődi cellájából (St. Augustine), de Osceola nem tartott velük. Késő decemberben Osceolát, 116 harcost, 82 asszonyt és gyermekeket a Muoltrie erődbe szállítottak. Osceola ekkor már rossz egészségi állapotban volt és 1838. január 30-án krónikus maláriában meghalt.

### Az Okechobee- és a Loxahatchee-csata
Jesup ki akarta söpörni a félszigetet, és a szeminolokat tovább délre kényszerítette. 1837 karácsonyán Zachary Taylor ezredes 800 emberrel várta az indiánok támadását. Az Okeechobee tó északi partján Sam Jones, Alligátor és Coacoochee vezetésével 400 szeminol az előre jól elrendezett területen, támadásra készen állt. A hammockban vártak, előttük a mocsár volt. A fű másfél méter magasra nőtt, a víz és a sár közel egy méter mély volt. Az indiánok levágták a füvet a hammock körül. A fák tetején figyelő állásban az indiánok jelentették a csapat minden mozdulatát.
Taylor serege már fáradt volt az egész napos masírozástól. Lovakat nem használhattak a mély sár miatt. Taylor elhatározta, hogy közvetlenül a mocsáron keresztül támadja meg az ellenséget. Az első sorban a missouri önkéntesek mentek. Ahogy lőtávolságon belül kerültek, az indiánok tűzet nyitottak rájuk. Az önkénteseket az indiánok visszaverték, s vezetőjük, Gentry ezredes halálosan megsebesült. A mocsáron keresztül visszamenekültek.
A szeminolok 11 embert vesztettek, 14 megsebesült, a fehérek közül 20 meghalt és 112 megsebesült. A szeminolok az Okeechobee tavon keresztül elmenekültek. Az Okeechobee csatát Taylor seregének nagy győzelmeként kiáltották ki.
Január 18-án Jesup csapatai az Okeechobee tótól keletre a Loxahatchee folyónál ellenállásba ütköztek. A szeminolok eredetileg a hammockban húzódtak meg de az ágyútűz kikényszerítette őket onnan. A szeminolok eltűntek a vadonban s több kárt okoztak mint amennyit elszenvedtek. Ezzel a Loxahatchee csata véget is ért.
1838 februárjában Tuskegee és Halleck Hadjo uzent Jesupnak, hogy beszüntetik a harcot, ha maradhatnak az Okeechobee tótól délre. Jesup Washingtonból kért engedélyt. Amikor a hadügyminiszter elutasította a kérést, Jesup elfogatott 513 indiánt, melyből csak 151 volt harcos, s nyugatra küldte őket.

### Jesup lemondása után
Jesup nagy megkönnyebbülésére lemondását májusban elfogadták és a csökkentett számú floridai haderő parancsnoka Zachary Taylor lett. Taylor arra koncentrált, hogy a szeminolokat távol tartsa Észak-Floridától, ezért kis helyőrségeket épített keresztül a félszigeten 30 km hosszan, amelyet úttal kötöttek össze.
A tél békésnek bizonyult eltekintve néhány szétszórt összeütközéstől. Washingtonban és szerte az országban egyre kevesebben helyeselték a háborút. Sokan hangot adtak annak, hogy a szeminolok megszenvedtek azért, hogy földjeiken maradhassanak. A háborúnak a végét még nem látták, de már eddig is meglehetősen drágának bizonyult. Martin Van Buren elnök Alexander Macomb tábornokot küldte el, hogy kössön egy új egyezményt a szeminolokkal. 1839. május 19-én Macomb bejelentette hogy egyezségre jutottak, miszerint a szeminolok nem harcolnak tovább, s cserébe maradhatnak Florida déli rezervátumában.

### Újabb harcok
A nyárnak vége volt, s úgy tűnt az egyezményt betartják mindkét részről. Július 23-án 150 indián megtámadta a Caloosahatchee folyó mentén egy kereskedelmi pontot, amelyet 23 katona őrzött William S. Harney ezredes felügyelete alatt. Néhány katona eljutott a folyóig, s csónakon elmenekült, közöttük Harney ezredes is, de a legtöbb katonát és az ott tartózkodó civileket megölték. A "spanyol" indiánokat vádolták a gyilkosságokért, de nagy volt a valószínűsége annak, hogy Sam Jones volt felelős érte, aki időközben szövetségek kötött a mikaszuki törzzsel.
Az katonaság vérebeket vetett be az indiánok felkutatásában, de kevés sikerrel. Taylor ellenőrző rendszere mozgásban tartotta ugyan az indiánokat, de nem tudta a területet megtisztítani tőlük.
Végül 1839 májusában Zachary Taylort, aki a leghosszabban szolgált a floridai háborúban Walker Keith Armistead tábornok váltotta fel. Armistead azonnal utasítást adott a szeminolok rejtek táborainak felkutatására. Felégették földeket, szélnek eresztették a lovakat, háziállatokat. A nyár közepére a hadsereg felégetett 2 km² terményt.
A tengerészet nagy szerepet játszott a háborúban. Felhajóztak a folyókon az Everglades mocsárvidékére. Később John T. McLaughlin hadnagy parancsba kapta, hogy a tengerészet és a katonaság kétéltű csapatot hozzon létre. McLaughlin támaszpontját Tea Table Key-nél állította fel. 1840 decemberétől 1841. január közepéig kenukkal keletről nyugatra átfésülték az Everglades-t.

### Indian Key
Indian Key egy kis sziget felső Florida Key-nél. 1840-ben egy új megyét (Dade County) hoztak létre, melynek székhelye lett. 1840. augusztus 7-én egy nagy csoport "spanyol" indián beosont Indian Key-be. Egy ember riadóztatta az 50 főnyi lakosságot, de csak negyvenen tudtak elmenekülni. A halottak között volt Dr. Henry Perrine, korábbi mexikói konzul, aki Indian Key-en várt arra, hogy a félszigeten a kongresszustól jutalmul kapott 93 km²-nyi földjén letelepedjen.
A Tea Table Key tengerészeti támaszponton csak egy orvos és a betegei, valamint 5 tengerész volt. Ez a kis csoport megtöltött pár ágyút próbálta megtámadni az indiánokat Indian Key-nél. Az indiánok visszatüzeltek, de az ágyuk felmondták a szolgálatot, és a tengerészeknek vissza kellett vonulniuk. Az indiánok felégették az épületeket Indián Key-en.
1840 decemberében Harney ezredes 90 emberével megtalálta a "spanyol" indiánok táborát mélyen az Evergladesban. Vezetőjüket, Chakaikát megölték és néhányat felakasztottak.

### A háború befejező szakasza
Armistead 55 000 dollárt kapott az indián vezetők lefizetésére. Echo Emathlát, egy tallahassee főnököt megvesztegettek, de legtöbb tallahassee főnököt nem tudták megvenni. Végül Coosa Tustenuggee elfogadott 5000 dollárt, hogy hozza az embereit. Kisebb főnökök 200 dollárt kaptak, minden harcos 30-at és egy puskát. 1841 tavaszán Armistead 450 szeminolt küldött nyugatra és még 236 indián várt a Brooke erődnél a szállításra. Armistead becslése szerint 120 harcost szállított nyugatra és nem több mint 300 maradt Floridában.
1841 májusában Armistead helyére William Jenkins Worth ezredes került. Mivel a háború nagyon népszerűtlen volt, költségvetését csökkentették. A katonaságnak dolgozó közel 1000 civilt elbocsátották, s kisebb csoportokat küldtek az indiánok hatástalanítására, mellyel végül Észak-Floridából kiűzték az indiánokat.
A katonaság további nyomást gyakorolt az indiánokra. Néhány csoport elfogadta a lefizető pénzt, hogy elkerüljék az éhezést. Másokat elfogtak, amikor a megegyezésre mentek. Coacoochee-t másodszor is elfogták, és egy nagy összeggel meggyőzték az együttműködésről.
1842 elején Worth ezredes javasolta, hogy az ittmaradt indiánokat hagyják békén. A megmaradt szeminolok maradhattak Florida délnyugati részén kijelölt rezervátumokban, és ezzel a második szeminol háború véget ért 1842. augusztus 12-én.
Ugyanebben a hónapban a Kongresszus szabad földet biztosított megművelésre olyan telepeseknek, akik képesek megvédeni magukat az indiánokkal szemben. 1842 végén azokat az indiánokat, akik a rezervátumon kívül éltek, körbe fogták, s nyugatra szállították őket. 1843 áprilisában a hadsereg létszámát csökkentették Floridában. 1843 novemberben Worth jelentette, hogy megközelítőleg 95 férfi és 200 asszony és gyermek él a rezervátumokban, minden további veszély megszűnt.

### Utóhatások
A második szeminol háború 40 ezer dollárba került, amely ma 40 millió dollárt tenne ki. Több mint 40 ezer katona és önkéntes harcolt. 1500 katona halt meg többnyire betegségben és sok indián vesztette el életét és otthonát. A becslések szerint 300 katona és 55 önkéntes halt meg harcokban.
Nincsenek adatok arról mennyi szeminol harcost öltek meg, és hányan haltak éhen Floridában és útjuk során nyugat felé, és miután elérték az indián területeket. Továbbá arról sincs feljegyzés, hogy mennyi civil lakost öltek meg a szeminolok a háború alatt.

## A második és a harmadik háború közti időszak
Béke következett Floridában, az indiánok a rezervátumokban maradtak. Az elszórtan lakók kezdtek közelebb menni a rezervátumokhoz. James Knox Polk elnök 1845-ben kijelölte azt a 30 km széles földsávot, amelynél közelebb nem lehet letelepedni a rezervátumokhoz. Senki nem tarthatott igényt földre ezen a zónán belül, és a békebíró kérésre kitelepíti azokat, akit a közbenső területen letelepednek.
1845-ben Thomas P. Kennedy, aki egy boltot nyitott a Brook erődnél, halászhelyét kereskedőponttá alakította át az indiánok számára. Az üzlet nem ment jól, mert a fehérek, akik égetett szesszel látták el az indiánokat, megfenyegették őket, hogy nyugatra küldik azt, aki Kennedy boltjába megy.
A floridai tisztségviselők tovább erőltették az indiánok eltávolítását az államból. Az indiánok a maguk részéről próbálták a kapcsolataikat a fehérekkel redukálni annyira, amennyire csak lehetett. 1846-ban John T. Sprague kapitány volt megbízva az indián ügyekkel Floridában. Nagyon nehezen tudott kapcsolatot teremteni az indián vezetőkkel. Bizalmatlanok voltak a katonasággal szemben korábbi tapasztalataik miatt, amikor a fehér zászló alatt a tárgyalásra megjelenő vezetőket foglyul ejtették. 1847-ben Sprague végül az összes indián vezetővel találkozott egy nyomozás alkalmával. Jelentésében 120 harcosról, beleértve Billy Bowlegs szeminol csoportját, 30 mikaszuki indiánt Sam Jones vezetésével, 12 krík (muscogge nyelvet beszélő) Chipco csoportjához tartozó, 4 yuchi és 4 choctaw indiánról számol be. Becslése szerint 100 asszony és 140 gyerek volt közöttük.

### Indián támadás
A kereskedő hely Pine szigetén 1848-ban leégett, és 1849-ben Thomas Kennedy új partnerével John Darlinggal engedélyt kapott egy másik kereskedelmi pont létrehozására a Paynes pataknál a Peace folyó mellékágánál. Egy csoport indián a rezervátumon kívül élt ebben az időben. A "kívülállók" 20 harcosból álltak Chipco vezetése alatt, közéjük tartozott 5 Muscogee és 7 mikaszuki, 6 szeminol, 1 krík és 1 yuchi.
1849. július 12-én ennek a csoportnak 4 tagja megtámadt egy farmot az Indián folyónál a Pierce erődtől egy kicsit északra, megöltek egy ember és megsebesítettek egy asszonyt. A támadás hírére a keleti part lakói St. Augustine-ba menekültek. Július 17-én 4 "kívülálló", aki részt vett a farm megtámadásában, és 5 férfi, aki nem vett részt benne, együttesen megtámadták a Kennedy és Darling boltot. Két embert, közöttük Payne kapitányt megölték, egy másik dolgozót és feleségét megsebesítették, amikor a gyerekeket próbálta búvóhelyükre kísérni.
A katonaság nem volt felkészülve arra, hogy indián harcokba bonyolódjon. Csak néhány ember állomásozott Floridában, és nem volt szándékukban gyorsan intézkedni, hogy megvédjék a telepeseket és elkapják az indiánokat. A floridai hadseregek vezetése David E. Twiggs tábornok feladata lett, aki önkéntesekre bízta a települések védelmét. John Casey kapitány, aki az indián kitelepítésekkel foglalkozott, egy találkozót szervezett Twiggs és az indián vezetők között Charlotte Harbor-nál. A találkozón Billy Bowlegs megígérte, hogy más vezetők beleegyezésével 30 napon belül megtalálja azokat, akik felelősek a katonaság megtámadásáért. Oktober 18-án Bowlegs csak három embert állíthatott elő, mert néhányukat szökés közben megöltek.
Twiggs elégedetlenségét fejezte ki, s elrendelte az indiánok kitelepítését Floridából. A kormány háromféle taktikát használt a kitelepítéshez. A katonaság számát növelte 1500 főre, kb. 100 ezer dollár szánt a vezetők megvesztegetésére, s végül egy indián vezetőt hoztak az Indián Területekről, hogy a távozásról meggyőzze a Floridában élő indiánokat. A mikaszuki Kapiktoosootse beleegyezett, hogy embereit nyugatra vezesse. 1850 februárjában 74 indián szállt hajóra New Orleans-ban. A kormány 15 953 dollárt fizetett ki megvesztegetésre és kárpótlásra a hátrahagyott földekért.
A kitelepítés során egy-két incidens megrontotta a kapcsolatot. Egy muskogee és a mikaszuki indián ugyanabban az időben ment New Orleans-ba kereskedni, amikor Kapiktoosootse, s őket is akaratuk ellenére elszállították nyugatra. Márciusban lovas katonák hatoltak be messze a rezervátum területére, s ennek eredményeképpen az indiánok felbontották a szerződést. Áprilisban Twiggs tábornok jelentette Washingtonnak, hogy nincs remény az indiánok teljes elszállítására.
1850 augusztusában megöltek egy árva fiút, aki meghalt szülei észak-közép floridai farmján élt, és a gyanú az indiánokra terelődött. Emellett sok más panasz is érkezett Washingtonba. Az elnök az egész törzset tette felelőssé a történtekért. Casey kapitány áprilisban találkozott Bowlegs-szel, aki megígérte, hogy a gyilkost előállítja. Úgy tűnt, hogy Chipco csoportja felelős a gyilkosságért, akik felett Bowlegs nem rendelkezhetett. Chipco kiszolgáltatott Casey-nek három embert, s a kapitány hitt neki. A három ember próbálta bizonyítani ártatlanságát, s végül szökéssel próbálkoztak, de elkapták őket, és a cellájukban láncra verték. Később felakasztva találták mindhármukat. Egyikük még élt, mikor megtalálták, de nem vágták le a kötélről, amíg nem halt meg. Az őr, aki a foglyokat láncraverte, az apósa volt az egyik embernek, akit a Kennedy és Darling boltnál megöltek 1849-ben.

### További kitelepítések
1851-ben Luther Blake tábornokot bízták meg az indiánok nyugatra telepítésével. Korábban sikeresen kitelepítette a cherokee indiánokat Georgiából, feltételezték, hogy a szeminol ügyet is hasonló eredménnyel fogja kezelni.
Minden férfire 800 dollárt, asszonyra és gyerekre pedig 450 dollárt költhetett. Először elment az Indián Területekre tolmácsot keresni és 1852 márciusában visszatért Floridába. Messze bement a földekre, hogy találkozzon indián vezetőkkel és júliusban 16 indiánt küldött nyugatra. Billy Bowlegs állhatatosan maradt Floridában, ezért Blake elvitte Bowlegs-t és más indián vezetőt Washingtonba. Millard Fillmore elnök éremmel tüntette ki és három társával együtt meggyőzték őket egy egyezmény aláírásával, miszerint elhagyják Floridát.
Az indián vezetőket elvitték Baltimore-ba, Philadelphiába és New Yorkba is. Azonban amikor visszatértek Floridába, az egyezményt visszautasították. 1853-ban Blake generálist elbocsátották és Casey kapitányt helyezték vissza, hogy az indián kérdést megoldja.
1851 januárjában a Floridai Törvényhozó Testület a floridai hadsereg irányítására létrehozott egy parancsnoki pozíciót és Thomas Brown kormányzó Benjamin Hopkinst jelölte ki annak betöltésére. Az eltelt két év alatt a katonaság azokat az indiánokat üldözte, akik a rezervátum határain kívül telepedtek le. Ez alatt az idő alatt a katonaság elkapott egy férfit, néhány asszonyt és 140 disznót. Egy idős indián asszony öngyilkosságot követett el a fogság alatt, míg a családja elmenekült.
A floridai hatóságok nyomására a kormány ismét akcióba lépett. Casey kapitány folytatta a szeminolok meggyőzését, de nem sok sikerrel. Casey Billy Bowlegs-t és másokat ismét Washingtonba küldte, de a vezetők visszautasították az egyezmény aláírását. 1854 augusztusában Jefferson Davis hadügyminiszter egy programot kezdeményezett, hogy a szeminolokat egy végső konfliktusba kényszerítse. Kereskedelmi zárlatot rendeltek el, s az indiánokkal nem szabadott kereskedni. A földeket felmérték és eladásra ajánlották fel Dél-Floridában, s egy erősebb hadsereg jelenlétével próbálták védelmezni az új telepeseket. Davis kijelentette, ha az indiánok nem egyeznek bele a távozásba, a hadsereg fogja őket kényszeríteni arra.

## Harmadik szeminol háború

### A hadsereg számának növelése és az indián támadások
1855 vége felé több mint 700 főnyi katonaság állomásozott a félszigeten. Ebben az időben a szeminolok elhatározták, hogy a folyamatosan növekvő nyomásra, és az elszenvedett sérelmekért visszaütnek, amikor alkalom adódik számukra. Ennek Sam Jones volt az értelmi szerzője, de Chipco ellene volt. 1855. december 7-én George Hartsuff hadnagy, aki már korábban vezetett őrjáratokat a rezervátumba, 10 katonával és két vagonnal elhagyta Fort Myers-t. Nem találtak egyetlen indiánt sem, csak kukoricaföldeket hagytak el, és három elhagyott falut, beleértve Billy Bowlegs faluját. December 19-én este Hartsuff kijelentette, hogy másnap reggel visszatérnek az erődbe. Reggel, amint készülődtek a távozásra, Billy Bowlegs 40 emberével megtámadta a tábort. Négy katonát meglőttek, közöttük Hartsuff hadnagyot is. Meggyilkoltak 4 embert és megskalpolták őket, megölték a vagonhúzó szamarakat, felgyújtották a vagonokat és több lovat elvittek. Heten tudtak visszatérni az erődbe, közülük négyen megsebesülve.
Amint a támadás híre elért Tampában, a városban katonai vezetőt választottak, s csapatot szerveztek. Az újonnan létrehozott katonai csoport a Béke folyó völgyébe masírozott, hogy még több embert toborozzanak, és elindultak a folyó mentén. James Broome kormányzó önkéntes egységeket kezdett szervezni. Mivel az államnak csekély volt a költségvetése, próbálta a katonasággal elfogadtatni az önkénteseket. Jefferson Davis hadügyminiszter elfogadott 260 embert. Broome kormányzó pedig 400 embert próbált mozgósítani, hogy az államot ellenőrzése alatt tarthassa. Az ellátmány részben a lakosság adományaiból származott. Broome kormányzó Jesse Cartert – katonai rang nélkül – jelölte ki a csoport vezetésére. A Tampai újság megjegyezte, hogy a lovas őrjárat megfelel egy nyitott területhez, de a szeminolok jobban látják őket amint közelednek.
1856. január 6-án két embert meggyilkoltak a Miami folyótól délre. A telepesek azonnal a Dallas erődbe és Key Biscayne-be menekültek. Ocsen Tustenuggee irányítása alatt a szeminolok a Denaud erődnél a hatfős őrjáratból hatot megöltek. Annak ellenére, hogy a területet katonai egységek védték, a szeminolok razziáztak a Tampa-öböl déli partjain.
A mai Sarasota területén megöltek egy embert, a házát felégették, és 1856. március 31-én támadást kíséreltek meg a Braden Castle ültetvény ellen, amely Dr. Joseph Braden otthona volt. A "kastély" túl erős volt számukra, de hét rabszolgát és néhány szamarat magukkal vittek. A szeminolok fosztogatásaik során gyorsan haladtak előre. Amikor Big Charley embereivel az Apopka Creek mentén megálltak, hogy elfogyasszák az ellopott marhát, a katonaság rajtuk ütött. Kettőt közülük megöltek, a foglyul ejtett rabszolgákat és a szamarakat visszaküldték Dr. Braden ültetvényére. Az egyik megölt szeminol indián skalpját Tampában, a másikét pedig Manateeben tették ki közszemlére.
Áprilisban a hadsereg és más katonai őrjáratok ellenőrizték a rezervátumok környékét, de csak minimális kapcsolat volt közöttük. Április folyamán egy hatórás csata robbant ki Bowler Town közelében. Az ütközetnek négy halálos áldozata és három sebesültje volt. A szeminolok kisebb támadásai folytatódtak szerte az államban. 1856. május 4-én Tampától északra egy 15 főből álló szeminol indián csoport megtámadta Robert Bradley kapitány házát és megölték két gyermekét. A támadás során Bradley megölt egy szeminol indiánt. Azért választották az ő családját célpontul, mert a második szeminol háború idején megölte Tigris Farok testvérét.
Május 17-én az indiánok közép Floridában megtámadták a vonatot, és megöltek három embert. A levélhordást és a postakocsi szolgáltatást felfüggesztették, amíg a katonaság nem tudott védelmet biztosítani számukra.
1856 júniusában a szeminolok megtámadtak egy farmot a Meade erődtől 3 km-re. A ház lakói szerencsésen bemenekültek a házba, s tartották magukat. A puskalövéseket meghallották a Meade erődben, és hét katona a segítségükre siettek. Az összecsapás során 3 katonát megöltek, másokat megsebesítettek. Több katona üldözőbe vette a szeminolokat, de a hirtelen támadt eső megnedvesítette a puskaport. Június 16-án egy 20 fős csoport a Fraser erődből meglepetésszerű támadást indított a szeminolok ellen a Peace folyónál, s megöltek néhány indiánt. Miután két emberüket elveszítették és három sebesültjük is volt, visszavonultak. Állítások szerint több mint 20 indiánt megöltek, de a szeminolok csak négy halottat ismertek el. Azonban köztük volt Ocsen Tustenuggee, az egyetlen olyan főnök, aki támadásokat vezetett települések ellen.
Florida lakossága kiábrándult a katonaságból. Panaszuk fő oka az volt, hogy a katonák csak színlelték az őrjáratokat egy vagy két napig, azután hazamentek dolgozni a földjeikre, vagy haszontalanul töltötték az idejüket, részegeskedtek és loptak. A tiszteket azzal vádolták, hogy nem töltötték ki a szükséges papírokat a jelentésekhez, de a legfontosabb az volt, hogy a katonaság hatástalannak bizonyult a támadások ellen.

### Új stratégia
1856 szeptemberében William S. Harney dandártábornok, mint a szövetségi csapatok parancsnoka visszatért Floridába. Okult a szeminolok ellen vívott háború tapasztalataiból, így egy erődrendszert épített keresztül Floridán, s a járőrök mélyen benyomultak a szeminolok területére. Terve az volt, hogy a szeminolokat bezárja a Nagy Ciprus Mocsárba és az Everglades-be, mert azt hitte, hogy az esős időszakban nem lesznek képesek fennmaradni. Azt remélte, hogy el tudja kapni az indiánokat, amikor elhagyják az eláradt menedékhelyüket, amikor száraz területeket keresnek a gabona termeléshez.
Először azonban megpróbált ismét egyezkedni a szeminolokkal, de nem tudott kapcsolatot teremteni velük. 1857-ben január elején elrendelte, hogy csapatai üldözzék az indiánokat. Harvey terve azonban kevés eredménnyel járt, így az ötödik gyalogságot áthelyezték Kansas-ba az áprilisban kitört lázadás leverésére.
Gustaus Loomis ezredes váltotta fel Harney dandártábornokot, de az ötödik gyalogság kivonásával csak 10 csapat maradt a negyedik tüzérség számára, amelyet később négy csapatra csökkentettek. Loomis önkéntesekből álló csónakos csapatokat szervezett. Fém "aligátorcsónakot" használtak, amelyet külön arra a célra építettek, hogy a Nagy Ciprus Mocsárban és Everglades-en használják. A 9 méter hosszú csónak mindkét végén csúcsosan végződött, és 16 emberrel könnyedén siklott a majd 1 méteres vízen. Ezek a csapatok sok indiánt elfogtak, de többnyire gyerekeket és asszonyokat.
A hagyományos csapatok már nem voltak ilyen sikeresek. A megfigyelések szerint az indiánok könnyen el tudták kerülni a katonai őrjáratokat. Tény, hogy az újonnan besorozottak nagy része bevándorló volt, akik még nem tudtak alkalmazkodni a helyi körülményekhez.
1857 szeptemberében tíz katonai csapattal, – összesen 800 emberrel – bővült a floridai katonaság létszáma. Ezek a csapatok novemberben foglyul ejtettek 18 asszonyt és gyermeket Billy Bowlegs csoportjából. A csapatok találtak néhány várost és megművelt földeket, amelyeket megsemmisítettek. 1858 januárjában a csapatok bevonultak a Nagy Ciprus Mocsár területére és ismét megsemmisítették a fellelt településeket és a megművelt területeket.
Januárban az Indián Területekről egy delegáció érkezett hogy kapcsolatot teremtsen a helyi indiánokkal. A floridai katonai csapatok készen álltak, s figyelték az eseményeket. Végül a kapcsolat létrejött az indián delegáció és a floridai indiánok között. Bowlegs végül feladta területüket, és hajlandó volt az Indián Területekre települni különválasztva a krík indiánoktól. Minden harcosnak ígértek 500 dollárt és az asszonyoknak 100 dollárt földjeikért kárpótlásul. Május 4-én 163 szeminol indiánt szállítottak New Orleansba.
1858. május 8-án Loomis ezredes kijelentette, hogy a háborúnak vége.

### A háború utóhatása
Amikor Loomis ezredes bejelentette, hogy a harmadik szeminol háborúnak vége, azt hitték, hogy csak 100 indián maradt Floridában. 1858 decemberében egy másik kísérletet tettek a hátramaradt indiánok nyugatra telepítésére. 75 szeminol jelentkezett, és 1859. február 15-én nyugatra szállították őket.
Azonban Sam Jones csoportja Délkelet-Florida belterületein maradt. Chipo csoportja pedig az Okeechobee tó északi részén élt. A katonaság nem fedezte fel őket.
Miután bejelentették, hogy a háborúnak vége, s a szeminol indiánok nem adtak életjelt magukról, a katonaságot áttelepítették más területekre. Az erődök nagy része elhagyottá vált, s a felhasználható anyagait hamarosan a lakosság széthordta. 1862-ben kapcsolatot teremtettek Sam Jones-szal, s megígértették vele, hogy a polgárháború idején semleges marad, de az indiánokat nem érdekelte a polgárháború.
Az 1868-as floridai alkotmány adott egy helyet a szenátusban a szeminoloknak, de az indiánok sosem töltötték be a pozíciót és így 1885-ben törölték őket az alkotmányból.